# 化学療法 (悪性腫瘍)
本稿では、悪性腫瘍に対する化学療法（かがくりょうほう）について解説する。

## 癌化学療法の歴史
薬剤により原因に作用して疾病を治療するという化学療法の方法論は、その実践は古く、ペルーのインディオがマラリア治療にキナ樹皮を利用したことにまで遡るが、がんに対する化学療法は、第二次世界大戦中のマスタードガスの事故の影響を分析する中でその可能性が見出され、戦後、窒素マスタード剤（アルキル化剤）と抗葉酸剤（代謝拮抗剤）の登場により始まった。
今日では抗がん剤市場は数兆円規模の市場に成長している。
化学療法の原理と限界は黎明期の研究においてすでに見出されていたが、分子標的治療の到来が化学療法に革命的成果をもたらしている。

## がん化学療法
一般的に悪性腫瘍の細胞を特異的に標的とする仕組みは見出されていない（フィラデルフィア染色体を標的にするイマチニブのような例外はある。）。そのため、ほとんどの化学療法剤は、がんは、DNAの突然変異による細胞の制御不能の増殖であることに着目し、細胞分裂を阻害することで、がん細胞を含めた短時間で分裂する細胞全体を標的にする。したがって、この種の薬剤はがん細胞以外の正常細胞にも障害を与える細胞毒性がある（英: cytotoxic）。これとは別に、アポトーシス（「細胞の自殺」）を引き起こす薬剤もある。
短時間に細胞分裂を繰り返す細胞に作用するということは、すなわち、体毛の伸長や小腸の上皮細胞の置き換わりに対しても同様に作用するということである。特定の状況においては、特定の薬剤が他の薬剤よりも副作用が少ないことがあるため、医師は少しでも患者に害の少ない治療計画を建てることができる。
化学療法は細胞分裂に作用するので、急性骨髄性白血病やホジキン病を含むリンパ腫など、がん細胞の大半が細胞分裂（分画）の途上にあるタイプの疾患は、一般的に化学療法に感受性が高い。
また、化学療法剤は幼若な（すなわち未分化の）腫瘍に作用する。なぜならば、分化段階が進むと細胞は増殖が減少する傾向があるからである。固形がんの中には、細胞分裂が亢進しているため、化学療法の感受性が高くなるものがある。一方、固形がんではがんの芯まで化学療法剤が到達しないことが問題となる場合もある。そのような場合は、放射線近接照射療法や外科手術が解決法となる。

### 化学療法の原理
化学療法という言葉は、悪性腫瘍の治療のみならず、感染症や自己免疫疾患の治療においても用いられる。根本的な病因は異なるが、薬理学的な見地からは一般的な治療の原則はきわめて類似している。どちらも選択毒性というところにターゲットを置いている。
選択毒性の原理
- 宿主には存在せず、病原体や癌細胞にのみある特異的な標的物質を攻撃する。
- 宿主に似た物質であるが同一ではない病原体、癌細胞の標的物質を攻撃する。
- 宿主と病原体、癌細胞に共通するがその重要性が異なる標的物質を攻撃する。

これら3つに集約することができる。もし標的細胞や病原体が該当薬物に対して感受性があり、耐性が生じるのがまれで、かつ治療指数が高い（滅多に中毒量に達しない）のなら、単剤療法の方が多剤併用療法よりも望ましくない副作用を最小限に食い止めることができる。
悪性腫瘍の場合は腫瘍細胞はいくつかの種類のものが混在しており、更に耐性を得やすく、毒性のため投与量に制限があることが多く、単剤投与は失敗に終わることが多いため、多剤併用療法となることが多い。多剤併用療法も複数をやみくもに組み合わせればよいというものではなく、いくつかの重要な経験則がある。標的とする分子が異なる薬物、有効とされる細胞周期の時期が異なる物質、用量規定毒性が異なる薬物を併用するのが一般的である。さらにできるだけ相乗効果を得られる投薬を工夫する。このようにすることで、結果として最小の毒性で最大の結果が得られると考えられている。その結果、がんが耐性化を獲得する機会が最小になる。
また、近年、支持療法の進歩により、多くの抗がん剤において最大耐用量（患者が耐えうる最大の投与量: MTD）をさらに増やすことができるようになったということが注目に値する。例えば、G-CSFの投与によって骨髄抑制からの回復をはかる時間を短くとることができるようになり、アロプリノールの投与によって、腫瘍崩壊症候群を抑制し、全身合併症を減少させることができるようになり、フォリン酸（ロイコボリン）の投与によってメソトレキセートの大量投与が可能になった。また、フォリン酸とフルオロウラシルの併用がフルオロウラシル単独投与よりも治療効果が高いということも分かってきた。効果の高い制吐剤が開発されることにより、治療中も食事摂取が可能な場合が増えてきた。さらに、治療効果とは関係はないが、オピオイドを駆使した疼痛対策や緩和医療の発達により患者のQOLも著しく高まったといえる。
感染症治療と抗がん剤投与は、原理がほぼ同じであるため、感染症学で多用されるPD（薬力学）、PK（薬物動態学）といった概念は腫瘍学でも有効であり、抗癌薬にもシナジーは存在し、脳腫瘍ではBBBがあるため使用薬剤は制限される。抗菌薬投与で髄液移行性が問題となったように、脳腫瘍に有効な抗がん剤はきわめて少ない。非ホジキンリンパ腫は基本的にR-CHOP療法で治療されることが多いが、病変が脳の場合はR-CHOP療法は有効でなく、シタラビン大量療法（HD-AraC）やメトトレキセート大量療法（HD-MTX）といった治療が選択される。

### 細胞周期と抗がん剤
前述のように、抗腫瘍薬は異なる細胞周期に働きかけるもの、用量規定因子が異なるもの、作用する部位が異なりシナジーを得られるものを組み合わせて作られている。実際の有効性はEBMによって評価されるべきだが、ある程度の理論的背景は存在する。細胞周期はDNAを合成するS期、有糸分裂をするM期に分かれる。細胞が分裂し、DNAの合成が始まるまでをgap1（G1）,といいDNAの合成が終了し有糸分裂が始まるまでをgap2（G2）という。これらはサイクリンとサイクリン依存性キナーゼによって調節されており、これらを監視する系に数多くの癌抑制遺伝子が存在する。原則としてはアルキル化薬は細胞周期非依存性に働き、それ以外は何かしら周期に特異的に働く。傾向としてステロイドはG1に働き、代謝拮抗薬やトポイソメラーゼ阻害薬はDNA合成のS期に働く、ビンカアルカロイド系など微小管機能阻害薬はM期に働く。基本的に用量規定因子は骨髄抑制であることが多く、それゆえに骨髄機能を温存するために間欠的スケジュールで投与する場合が多い。

### 抗がん剤の種類
抗がん薬を分類すると、アルキル化剤 (alkylating agents)、代謝拮抗剤 (anti-metabolites)、植物アルカロイド (plant alkaloids)、そして抗腫瘍剤がある。全ての薬剤はDNA合成あるいは何らかのDNAの働きに作用し、作用する細胞周期をもって分類する。この項では抗がん剤の類縁物質は抗がん剤として使われない薬物でも記載する。傾向としては抗菌薬の類縁物質は抗がん剤としても利用可能なことが多い。
新しい化学療法剤にはこの分類が適当でないものがあり、例えば、分子標的薬のメシル酸イマチニブ（グリベック）はチロシンキナーゼ阻害剤である種のがん（慢性骨髄性白血病や消化管間質腫瘍 （Gastrointestinal stromal tumor)）などの異常タンパク質に直接作用する。

### 治療形態
今日においては化学療法剤を管理する方法は数多く存在する。集学的治療 (combined modality chemotherapy) は薬剤のほかに（放射線療法や外科手術など）他のがん療法を併用する。今日では多くの腫瘍がこの方法で治療されている。
多剤併用療法 (combination chemotherapy) はいくつもの薬剤を同時に患者に投与する同様な治療法である。薬剤は異なる作用機序と副作用のものが選択される。1つの薬剤の場合と異なり、がんが耐性化を獲得する機会が最小になるのがこの方法の最大の利点である。
（術後）補助化学療法 (アジュバント療法adjuvant chemotherapy)、 は、外科手術などによりがんが取り除かれた後に一定期間行われるもので、がんが存在する証拠がほとんどない場合に使用される。この療法によって再発のリスクが減少する。この療法は腫瘍が増殖する際に耐性を獲得する機会を減少させる手助けになる。体の他の組織に転移した腫瘍細胞を殺すのにも有効であり、新たに増殖し盛んに分裂する腫瘍はとても感受性が高いので、しばしば効果的でもある。
術前化学療法 (ネオアジュバント療法、neoadjuvant chemotherapy) は、手術の前に化学療法を行う治療法で、乳癌などを中心に行われている。完全切除の困難な腫瘍を縮小させて完全切除可能となることや切除範囲を小さくすることを期待する。
一般に抗がん剤の投与量は、その効果を最大限に引き出すため、患者が耐えうる最大の投与量（最大耐用量 : MTD）で設定されていることが多い。そのため、化学療法の治療計画は、使用する抗がん剤の組み合わせはもちろん、治療を受ける患者の背景（全身状態、臨床症状、合併症、既往歴など）に応じて慎重に決定される。また、治療中も患者の臨床症状や臨床検査値などを定期的に確認し、治療効果と副作用のバランスを鑑みながら治療計画を修正していく。

### 用量
化学療法剤の用量については難しさがある。少なすぎれば腫瘍に効果が無く、多すぎれば患者が耐えられない毒性（副作用や好中球減少症 neutropenia）が発現する。 そのために多くの病院では用量や毒性の補正のガイダンスとなる詳細な「投薬計画 (dosing schemes)」を作成する。
多くの場合には、患者の体表面積値 (body surface area, BSA) で用量を補正する。体表面積値は身長と体重から計算で求めた、体容積の概算値である。普通BSA値は、実際に計測するよりも、計算するか数表 (nomogram) を使って計算する。

### 投与
抗がん剤は一般に有害作用の多い薬剤であり、また、腫瘍の種類によっても使用される薬剤や用法用量が異なる。したがって、患者誤認によって、抗がん剤が誤って投与されることがあってはならない。このために、まず投与前に、その患者に対して本当に化学療法を行うことになっているかの確認、本人確認、そして、投与が予定されている正しい薬剤であることの確認を怠ってはならない。
多くの化学療法は静脈内投与により行われる。患者によったり、がんの種類・段階および化学療法の種類と用量によって、静脈内投与化学療法は入院になるか通院になるかが決まる。プレドニゾンやメルファランなど少数の薬剤は経口投与である。
また、中心静脈により投与がされることもあり、その場合、末梢静脈の炎症を予防しつつ確実に循環器系に薬剤を投与できる。

## 副作用
有害事象共通用語基準 v5.0に詳細に記載されている。治療は患者の身体的な拒絶を受ける。現在の化学療法技術では副作用の範囲は主に身体の細胞分裂が亢進した細胞に対して生じる。（薬剤特有の）重大な副作用を次に示す。
- 頭髪を失う
- 吐き気ならびに嘔吐
- 下痢または便秘
- 貧血
- （致死的な重篤度の）感染や敗血症を引き起こすほどの免疫系の抑制
- 出血
- 二次がん - 化学療法は心臓血管系疾患のリスクをも増大させ、時として二次がんの原因となる。このため「抗がん剤は発がん剤」などと批判する人もいる。しかし、二次がんにならない確率の方がずっと高いうえに、不幸にして二次がんになるとしても通常は何年も先のことである。すでにがんになった人が、二次がんを過剰に心配し、今のがんに効くかもしれない化学療法を否定するというのは合理的とは言いがたいであろう。
- 心毒性
- 肝毒性
- 腎毒性
- 肺炎、間質性肺炎

### 支持療法
がんなどのような重篤な疾患や生命を脅かすような疾患を抱えている患者の生活の質を改善するために行われる治療、ケアのことを支持療法という。疾患の治療で出てくる副作用を軽減するために行われるものもある。
一般的に、その目的は、疾患の症状もしくは疾患の治療による副作用、または疾患やその治療に関係した心理的、社会的もしくは精神的な問題を軽減することである。
感染症の支持療法
発熱性好中球減少症では感染症の進行が急激であり、また典型的な身体所見が欠如することもしばしば認められる。カリニ肺炎などの予防目的としてST合剤を予防投与したり、抗真菌薬シロップを用いることもある。
骨髄抑制の支持療法
原理的には、全ての化学療法の投薬は免疫系の抑制を引き起こし、骨髄機能を麻痺させ赤血球や血小板などの血液細胞（血球）を減少させる。赤血球や血小板の減少は、生じたとしても輸血により補うことができる。好中球減少症（Neutropenia; 好中球が 0.5 × 109/リットル以下に減少）は合成G-CSF（顆粒球コロニー刺激因子 granulocyte-colony stimulating factor）で補える。
場合によっては投薬により重篤な骨髄抑制が発症し、造血幹細胞（血球の幹細胞）が破壊される。それは他者あるいは自己からの造血幹細胞移植が必要になることを意味する。自己移植（自己骨髄移植または自己末梢血幹細胞移植）は治療前に患者から取り出した造血幹細胞を培養し、化学療法後に再度注入する方法である。他者からの同種造血幹細胞移植はドナー探しが必要となる。患者によっては骨髄障害によって病状が進行する場合もある。
重篤な骨髄抑制を防ぐために多くの化学療法で骨髄抑制の強さは回復可能なレベルに保たれている場合が多い。末梢血中の好中球の寿命は約8時間であり、白血球数は化学療法試行後7～14日で最低値となる場合が多く、ナディア（nadir）期といわれる。血小板の寿命は約7日であり、血小板減少は化学療法後約1週間から出現し2～3週でナディアになる場合が多い。赤血球の場合は寿命が120日と長いため貧血は数週から数か月で緩徐に発現する場合が多い。
消化器症状の支持療法
口内炎
化学療法による粘膜障害や感染によって難治化しやすい。化学療法を行う場合は口腔内ケアを行い、また極端に熱いものの摂取を控える。
嘔吐
延髄に存在する嘔吐中枢（VC）は嘔吐に関連した反応を制御する反射中枢である。延髄にあるCTZにドパミン、セロトニン、アセチルコリン、サブスタンスPのレセプターがあり、この部位も化学療法の嘔吐に関与するとされている。化学療法による嘔吐は3つの機序が提唱されており、基本的には発症時期で分類する。acute emesisは抗がん剤投与開始から1時間～24時間以内に起こる嘔吐である。シスプラチンによるものが有名である。CMZの5-HT3受容体や消化管壁の5-HT3受容体の刺激によって起こると考えられている。5-HT3受容体拮抗薬（ドラセトロン (dolasetron)、グラニセトロン 、オンダンセトロン）が使用される。デキサメタゾンを併用することもある。late emesisは抗がん剤投与から24～48時間ごろより始まり5日ほど持続することもある嘔吐である。機序は不明であるがセロトニンの関与は薄く5-HT3受容体拮抗薬は効果が薄い。通常はメトクロプラミドやデキサメタゾンを用いて対処することが多い。anticipatory emesis（予測性嘔吐）は前回の化学療法の悪心コントロールが不良であった場合に起こりやすい、化学療法投与前に出現する嘔吐である。精神的要因が大きく、大脳皮質がVCを刺激するためと考えられている。ロラゼパムやアルプラゾラムの投与によって軽快する。補完代替療法を組み合わて行うことで抗がん剤の副作用が軽減するという報告もある。
下痢
下痢の機序は2つ考えられている。化学療法当日に出現する早発性下痢は、抗がん剤によって自律神経が刺激され蠕動が亢進する結果起こるコリン作動性の下痢である。化学療法後数日～2週間程度で起こる遅発性下痢は消化管粘膜障害によるものである。この場合は好中球減少の時期と重なるため感染症に注意が必要である。下痢に関してはロペラミドを用いることが多い。

腫瘍崩壊症候群
重症リンパ腫のような重篤な腫瘍の場合、患者によっては悪性腫瘍細胞が急速に崩壊し、腫瘍崩壊症候群を発症する。腫瘍崩壊症候群は治療しないと致命的な危険な副作用である。メイロンによる尿のアルカリ化大量輸液を行うことが多い。
癌性疼痛

### 特徴的な療法
HD-MTX療法
大量メソトレキセート療法は支持療法の進歩によって可能となった治療である。BBBの存在によってリツキサンといった分子標的薬が届かない中枢性悪性リンパ腫の治療などで用いられる。酸性尿下ではメソトレキセートの溶解性が低下し、尿細管内にMTXの結晶が沈着し排出障害を招き、時に腎障害が発生する。排泄機序は低濃度では糸球体過が中心であるが高濃度の場合には尿細管分泌が行われ、急速に濃度は低下する。稀に尿細管分泌に障害がある場合に排泄遅延が発生し、重篤な副作用が発症する。糸球体ろ過の検査にはβ2ミクログロブリンやNAGなどが用いられる。尿pHが7よりも小さい時は輸液500mlあたりメイロンを1A追加投与を行い尿のアルカリ化を図ると共に利尿作用と尿のアルカリ化作用のあるアセタゾラミド２５０ｍｇを投与する。また活性型葉酸誘導体であるロイコボリン（フォリン酸）を同時投与することで正常細胞の破壊を防ぐことができ、フォリン酸レスキュー療法と言われている。葉酸代謝拮抗薬が含まれるST合剤はメソトレキセートの酵素法による血中濃度測定の結果を誤らせる。血中濃度測定により中等度以上の副作用の発生予測やロイコボリンの投与の中止の目安が得られる。48時間後のMTX血中濃度1μmol未満、72時間MTX血中濃度が0.1μmol未満でなければロイコボリンを追加、投与延長を行う。
HD-AraC療法
シタラビンの大量療法も特徴的な支持療法が必要である。投与後4～6時間後に発熱、全身倦怠感、骨痛、筋肉痛、皮疹、結膜炎が出現することがある（シタラビン症候群とも呼ばれる）。ステロイド点眼薬を予防的に用いることが多い。出現時は全身ステロイドが有効とされている。
シクロホスファミドとイホスファミド
副作用として出血性膀胱炎が発言する場合がある。これらの抗がん剤の使用に際しては、大量輸液を行い、さらに投与直前、4時間後、8時間後にウロテキサミン（メスナ）を投与する。抗がん剤投与中は尿潜血をチェックし尿潜血が+2以上であれば輸液量を増やしたりする。

## 固形がんに対する化学療法の効果判定
化学療法の効果判定は、腫瘍縮小率、もしくは延命期間を指標として行う。化学療法の本来の目的は延命効果であり、比較試験では延命期間が重要視される。一方、日常診療ではより簡便な腫瘍縮小率を用いる。国際的にはWHOガイドラインもしくはRECISTガイドラインが用いられるが、日本では独自の効果判定基準が広く用いられている（各々の「癌取扱い規約」で定められている）。

### 日本癌治療学会固形がん化学療法直接効果判定基準(1986)
著効（完全反応、完全寛解、CR (=Complete Response) ともいう）
画像上、全てのがんが消失した状態が4週間以上持続すること。なお、「画像上、全てのがんが消失した」=「完治」とは限らない。むしろ画像に写らないサイズのがんが残っている可能性が相当ある。
有効（部分反応、部分寛解、PR (=Partial Response) ともいう）
がんの大きさを2方向で評価できるならば、がんの面積の縮小率が50%以上になり、それが4週間以上持続すること。
がんの大きさを1方向でしか評価できないならば、がんの長さの縮小率が30%以上になり、それが4週間以上持続すること。
不変（NC（=No Change）ともいう）
がんの大きさを2方向で評価できるならば、がんの面積が50%未満の縮小～25%以内の増大の範囲で、かつ、新病変が出現しない状態が4週間以上持続すること。
がんの大きさを1方向でしか評価できないならば、癌の長さがの30%未満の縮小～25%以内の増大の範囲で、かつ、新病変が出現しない状態が4週間以上持続すること。
進行（PD （=Progressive Disease））
がんの面積や長さが25%以上増大、新病変の出現
奏効率
（著効+有効）となる率。化学療法が効いて完治した率ではない。
こうした効果判定の用語は、がんの縮小のみに着目しており、完治したとか、寿命が延びたとかいうことには着目していない。
日本癌治療学会では2003年以降、RECISTガイドラインの使用を推奨している。

## 日本における抗がん剤
日本国内においては、医薬品、医療機器等の品質、有効性及び安全性の確保等に関する法律（薬機法）の規定上、厚生労働大臣の承認を得た薬剤でなければ製造・販売が認められない。すでに海外で市販されている薬剤においても例外ではなく、日本国内での臨床試験を経て承認審査が行われる。この承認手続には通常1年以上の期間を要するため、海外ですでに標準治療薬とされている薬剤が日本国内では使用できない事態が生じることがある（ドラッグラグ）。特に新規抗がん剤において顕著であり、問題視されることがある。
なお、個人輸入に関してはこの制限を受けないが、厚生労働省は安易な個人輸入は危険であり行うべきではないとしている。